# Rhopilema verrilli
Rhopilema verrilli är en manetart som först beskrevs av Fewkes 1887.  Rhopilema verrilli ingår i släktet Rhopilema och familjen Rhizostomatidae. Inga underarter finns listade i Catalogue of Life.